# Tanaka Mitsuaki

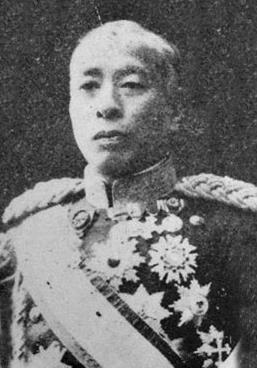
Tanaka Mitsuaki

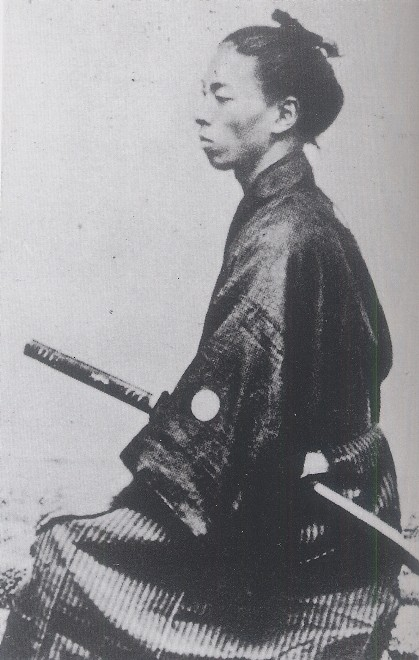
Tanaka Mitsuaki (1868)

Tanaka Mitsuaki (japanisch 田中 光顕, Pseudonym: Seizan; * 16. November 1843 in Tosa (heute Kōchi); † 28. März 1939) war ein Staatsmann sowie Generalmajor im Kaiserreich Japan, der unter anderem zwischen 1885 und 1888 Chefkabinettssekretär im Kabinett Itō I sowie 1887 als Vizegraf (Shishaku) in den Erbadel (Kazoku) erhoben wurde. Er war von 1898 bis 1909 Minister für den Kaiserlichen Haushalt und wurde 1907 auch noch zum Graf (Hakushaku) erhoben.

## Leben
Tanaka Mitsuaki war ein Sohn von Mitsuyoshi Hamada, einem Samurai des Kōchi-han. Er nahm während des Boshin-Krieges (27. Januar 1868 bis 27. Juni 1869) an der Schlacht von Toba-Fushimi (27. Januar bis 31. Januar 1868) teil. Er setzte sich als Unterstützer der Kinno undo-Bewegung im Zuge der Meiji-Restauration (Taisei Hōkan) für die Wiederherstellung der politischen Macht an Tennō Meiji ein. 
Nach der Begründung der neuen Regierung von Kaiser Meiji 1868 wurde er zunächst Richter in der Präfektur Hyōgo und nahm ab Oktober 1871 an der von Iwakura Tomomi geleiteten Iwakura-Mission durch Europa und Nordamerika teil. Nach seiner Rückkehr im September 1873 wurde er Beamter (Daijō) im Heeresministerium (Rikugun-shō), das nach seiner Gründung im April 1872 für die Verwaltung der Kaiserlich Japanischen Armee verantwortlich war. Er nahm in Kyūshū an der Niederschlagung der Satsuma-Rebellion (29. Januar bis 24. September 1877) teil und wurde 1879 Generaldirektor der Abteilung für Rechnungswesen des Heeresministeriums. 1881 erfolgte seine Beförderung zum Generalmajor (Rikugun-shōshō) sowie 1884 die Ernennung zum Kommissar im Heeresministerium.
Im Anschluss fungierte Tanaka Mitsuaki vom 22. Dezember 1885 bis 30. April 1888 als Chefkabinettssekretär im Kabinett Itō I. Zugleich gehörte er vom 22. Dezember 1885 bis zum 24. Dezember 1889 als Mitglied dem Ältestenrat (Genrōin) an und wurde am 9. Mai 1887 als Markgraf (Kōshaku) in den Erbadel (Kazoku) erhoben. Zugleich war er zwischen dem 14. Mai 1887 und dem 3. Dezember 1888 einer der Inspektoren (Kensakan) des in der Verfassung vorgesehenen Prüfungsausschusses (Kaikeikensain). Als Nachfolger von Orita Hiraochi übernahm er am 24. Dezember 1889 den Posten als Generalsuperintendent der Polizeibehörde von Tokio (Keishi-chō) und behielt diesen Posten bis zu seiner Ablösung durch Sonoda Anken am 3. April 1891. Am 10. Juli 1890 wurde er zudem Mitglied des Herrenhauses (Kizokuin), des Oberhauses des Reichstages (Teikoku-gikai), und gehörte diesem bis April 1891 an. Daraufhin wurde er im April 1891 Mitglied des Geheimen Kronrates (Sūmitsu-in) und gehörte diesem Beratungsgremium des Tennō bis zu seinem Rücktritt am 23. September 1907 an. Zugleich war er zwischen 1892 und 1895 Mitglied des Direktoriums der Gakushūin, einer Schule für die Kinder aus Adelsfamilien.
Nachdem Tanaka Mitsuaki Vize-Minister für den Kaiserlichen Haushalt war, wurde er am 9. Februar 1898 Nachfolger von Hijikata Hisamot als Minister für den Kaiserlichen Haushalt (Kunai-daijin) und übte dieses Amt bis zu seiner Ablösung durch Iwakura Tomosada am 16. Juni 1909 aus.